# باتريك كرامر
باتريك كرامر (بالألمانية: Patrick Cramer)‏ هو عالم كيمياء حيوية وأحيائي وكيميائي ألماني، ولد في 3 فبراير 1969 في شتوتغارت في ألمانيا، نال في عام 2023 جائزة شو.

## وصلات خارجية
- الموقع الرسمي